# Red Steel
Red Steel és un dels videojocs d'Ubisoft per a Wii, de Nintendo. És un dels tants jocs de primera persona que empra la mira del Wii Remote. El joc es basa en l'època actual, està ambientat al Japó i es fan servir, a més de pistoles, metralladores i escopetes, una katana que es mou tot movent el control com si fos una espasa. Red Steel fou el primer joc de Wii a mostrar pantalles reals dins del joc i del qual es va conèixer l'existència, quan de Wii només se'n coneixia el seu nom en clau: Nintendo Revolution.

## Argument
La història comença quan l'Scott Monroe -el protagonista- és convidat a un sopar per conèixer el pare de la seva xicota (Miyu Sato), qui realment és el fadrí del Sato Gumi, una màfia japonesa que es dedica als negocis legals i honrats. Al restaurant els anomenats iakuzas (màfia japonesa) ataquen i segresten la Miyu Sato, i fereixen el pare de la Miyu, qui després de revelar-li la veritat sobre qui és, li dona la "katana-giri", una katana antiga emprada per castigar fadrins corruptes.
L'Scott es dirigeix al Japó per rescatar la Miyu amb la katana giri, un signe de poder entre les diferents màfies. Allà hi coneix l'Otori Tanaka, un exmembre del Sato Gumi i la seva filla, Mariko, que es converteixen en mentors i l'ajuden a entrenar i familiaritzar-se amb l'espasa.
L'Scott ha de guanyar-se el respecte dels diferents clans japonesos perquè l'ajudin a acabar amb els iakuzas, mentre el Tokai -l'antagonista- lluita per prendre el control del Japó.
Finalment, l'Scott ha de prendre una difícil decisió per decidir si el Tokai ha de morir, però si mor l'Otori també morirà, ja que està enverinat després d'una lluita amb una espasa tacada d'un verí mortal, i el Tokai és l'únic que coneix la cura. Per això ha d'impedir que l'Otori mati el Tokai, atès que l'Otori se'n vol venjar perquè també va enverinar la seva filla després de protegir la katana giri.

## Personatges
- Scott Monroe: un home sense descripció. És l'heroi del videojoc.
- Miyu Sato: promesa de l'Scott. És segrestada en una reunió juntament amb el seu pare.
- Isao Sato: pare de Miyu i futur sogre de l'Scott. És atacat quan coneix el protagonista.
- Tokai Kawaji: pren el control de sis clans de iakuzas i vol controlar el Japó. És l'antagonista del videojoc.
- Harry Tanner: amo d'un club. És qui dona informació al jugador sobre els iakuzas.
- Kajima: ensenya al jugador a fer servir les armes de foc.
- Otori Tanaka: membre reformat dels iakuzas. Ensenya al jugador a fer servir les katanes.
- Mariko Tanaka: filla de l'Otori. Ensenya al jugador els moviments especials que es poden realitzar amb la katana giri.